# Порта, Уго Эстебан
Уго Эстебан Порта (исп. Hugo Esteban Porta; 13 марта 1914, Монтевидео — неизвестно) — уругвайский футболист, игравший на позиции нападающего.

## Карьера
Порта начинал заниматься футболом на родине. С 1936 по 1939 годы он выступал в чемпионате Уругвая за клуб «Суд Америка». В 1939 году уругваец приехал в Италию, где присоединился к «Болонье» — одному из сильнейших на тот момент коллективов в Серии А. Он дебютировал в составе новой команды 8 октября 1939 года во встрече с «Торино» и сразу же отметился голом. В том матче красно-синие победили со счётом 3:1. 3 декабря футболист забил мяч в ворота «Бари», в итоге «Болонья» одержала победу 3:1. Всего же в сезоне 1939/40 Порта провёл 7 игр (2 гола), его клуб финишировал на втором месте в турнирной таблице высшего дивизиона Италии. После окончания сезона уругвайский нападающий был отпущен на родину.